# Isla Margarita (Kolumbien)
Die Isla Margarita, auch Isla Mompox genannt, ist eine kolumbianische Flussinsel im Río Magdalena. Sie liegt im Departamento de Bolívar, an der Grenze zum Departamento del Magdalena in Nordkolumbien. Mit einer Fläche zwischen 2100 und 2200 km² ist sie die größte Insel Kolumbiens und die viertgrößte Flussinsel der Erde, nach Marajó, Bananal und Tupinambarana (alle in Brasilien). 2008 hatte sie 117.210 Einwohner.

## Geographie
Die Isla Margarita befindet sich im Sedimentbecken Depresión Momposina. Sie ist etwa 40 km breit und 90 km lang und hat dabei eine annähernd rechteckige Form; ihre Fläche beträgt ca. 2100 km², ändert sich allerdings mit den Gezeiten. Die Insel liegt an der Mündung des Río Cauca in den Rio Magdalena, zwischen diesem und seinem Flussarm Brazo De Mompos. Ihr höchster Punkt liegt auf 20 m. Es liegen einige größere Sümpfe auf der Isla Margarita. In der Nähe befinden sich weitere Flussinseln.

## Orte
Die Isla Margarita ist auf sechs Gemeinden aufgeteilt: Mompós (Santa Cruz de Mompox), mit mehr als einem Drittel der Fläche und drei Siebteln der Einwohner das wirtschaftliche Zentrum der Insel, Cicuco, Hatillo de Loba, Margarita, San Fernando und Talaigua Nuevo, die zusammen die Depresión Momposina Bolivarense, eine Unterregion des Departements, bilden. Die Insel hatte 2008 ca. 117.000 Einwohner. Weitere Ortschaften sind unter anderem Patico, Guasimal, Santa Rosa, Pinillos oder La Victoria. Auf dem Festland am Nordufer befindet sich Magangué, das wichtigste Finanzzentrum in Bolívar. Im Osten, wo sich der Brazo De Mompós vom Río Magdalena abgabelt, liegt El Banco. Direkt nordöstlich der Insel liegt das Departamento del Magdalena, im Westen das Departamento de Sucre (5 km entfernt) und im Osten das Departamento del Cesar in 10 Kilometer Entfernung.

## Flora und Fauna
In den Gewässern um die Isla Margarita gibt es Fischarten wie Bartfische, Prochilodus magdalenae und Mojarras. Außerdem leben dort Krokodilkaimane, Schildkröten und Biberratten. Wichtige Pflanzen sind u. a. Mangroven und Chilipflanzen.